# أوسمار وايت
أوسمار وايت (بالإنجليزية: Osmar White)‏ هو مؤلف وصحفي وكاتب أسترالي، ولد في 2 أبريل 1909 في فيلدلينغ ‏ في نيوزيلندا، وتوفي في 1991.

## وصلات خارجية
- أوسمار وايت على موقع IMDb (الإنجليزية)